# Vincenzo Aloi
Vincenzo Aloi (New York, 22 settembre 1933) è un mafioso statunitense, mafioso italo-americano di New York e boss della Famiglia Colombo dal 1972 al 1973.

## Biografia
Durante gli anni '70 il sottoboss Carmine Persico prese il potere sulla famiglia, dal momento che Joseph Colombo cadde in coma dopo l'attentato subito nel 1971.
L'unico problema era che Persico entrava e usciva dal carcere in quel periodo e Aloi venne promosso boss reggente prima che Persico potesse ufficialmente prendere il potere. Il grado ufficiale di Aloi era quello di caporegime della fazione di Brooklyn, e due dei suoi associati più intimi erano il fratello e capitano Benedetto Aloi e il potente capitano della fazione di Brooklyn e in seguito boss di facciata della famiglia, Victor Orena.
Nel 1972, il membro ribelle della famiglia Colombo, Joseph “Crazy Joey” Gallo venne rilasciato di galera dopo 10 anni per estorsione, mentre dichiarava guerra al boss Joseph Profaci agli inizi degli anni '60. Persico, che era rivale di Gallo, fu turbato dal suo rilascio temendo che avrebbe scatenato una guerra che avrebbe minacciato la sua leadership sulla famiglia. 
Il 7 aprile 1972, Gallo venne ucciso in un locale di Little Italy sulla Mulberry Street mentre festeggiava il suo 43º compleanno. Aloi e Persico vennero arrestati nei giorni seguenti insieme a Carlo Gambino, boss della famiglia Gambino, ma non fu mai condannato per questo.
Dopo che la minaccia dei Gallo venne sventata, molti criminali della famiglia Colombo entrarono in altre famiglie, quando Carmine Persico venne riconosciuto boss ufficiale della famiglia nel 1973, anno in cui Aloi venne ridotto nuovamente al grado di caporegime. 
Aloi sarebbe stato arrestato e accusato insieme a diversi membri di spicco della famiglia Lucchese per frode. Venne condannato a nove anni di carcere.
Non venne ricordata la sua leadership come boss reggente a causa dello status della famiglia Colombo all'epoca. 
Aloi venne incarcerato nel penitenziario federale di Allenwood in Pennsylvania insieme ai capi della famiglia Lucchese, Carmine “Mr. Gribbs” Tramunti, John “Johnny Dio” Dioguardi, Paul “Paulie” Vario e l'associato e futuro pentito Henry Hill.
Aloi venne rilasciato sulla parola agli inizi degli anni '80, tornando nel suo gruppo nella fazione di Brooklyn della famiglia Colombo, ancora sotto la guida di Carmine Persico. Nel 1986, sia Persico sia il boss reggente Gennaro “Jerry Lang” Langella furono accusati e condannati a 139 anni di carcere nel processo contro la Commissione, contro molti dei principali capi delle Cinque Famiglie. 
Persico era di nuovo dietro le sbarre e la famiglia aveva bisogno di un nuovo capo, quando il cugino di Persico e caporegime Victor Orena divenne boss di facciata nel 1988, ma decise di prendere il controllo della famiglia permanentemente, e incrementò i suoi legami con Vincenzo e Benedetto Aloi, due dei capitani più rispettati della famiglia e divenne amico del boss della famiglia Gambino, John Gotti.
Durante gli anni '80, Aloi venne arrestato e accusato di racket e condannato a meno di 5 anni di galera. Fu in quel periodo che Persico e Orena iniziarono a farsi la guerra per la futura leadership della famiglia Colombo, durante la quale morirono 12 persone. Vincenzo e suo fratello vennero riportati come alleati di Orena durante la guerra. Benny Aloi venne ad un certo punto riconosciuto come consigliere di Orena.
La guerra si combatté sino al 1993, quando il caporegime più potente di Orena, Joseph Scopo venne ucciso. A causa della mancanza di uomini d'onore e degli incrementi delle indagini delle forze dell'ordine, la restante fazione degli Orena smise di esistere nel 1993, quando Victor stesso venne arrestato e condannato all'ergastolo, mentre Aloi venne rilasciato nel 1993. 
Nonostante il suo gruppo fosse stato un forte sostenitore di Orena, ad Aloi fu permesso di mantenere il suo grado di caporegime, dal momento che era visto come uno dei membri più anziani e rispettabili della famiglia. 
Durante la metà degli anni '90, il capitano della famiglia Gambino Nicholas Corozzo divenne coinvolto in una disputa con la famiglia DeCavalcante del New Jersey sull'introduzione di abitanti di Manhattan nella Cosa Nostra, come i membri della famiglia del New Jersey Louis Consalvo e Gregory Rago, che operavano nel Mott Street Social Club e avevano interessi criminali a New York, e se dovessero stare sotto la giurisdizione della famiglia di New York. 
Aloi fu rappresentante della famiglia Colombo all'incontro, come consigliere reggente. Erano anche presenti i criminali del Jersey Giacomo “Jake” Amari, boss reggente della famiglia DeCavalcante e il suo consigliere Stefano Vitabile. 
Il conflitto venne risolto pacificamente quando venne stabilito che la famiglia DeCavalcante non dovesse raccogliere più membri nell'area sud di Philadelphia che non rientrava nella sua giurisdizione.
Vincenzo Aloi, soprannominato "Vincent of blue eyes", è riconosciuto come un membro di spicco della famiglia Colombo e lui e suo fratello Benny sono considerati consiglieri della famiglia. Il boss del porto di Brooklyn negli anni '30, Francesco "Frank" Boragina, era sposato con Maria Aloi, zia di Vincenzo. A Greenwich Village abitava anche Fortunato "Lucky" Aloi, morto a 89 anni nel 2000, fratello di Maria e zio di Vincent of Blue Eyes.
Membri di spicco sono anche Thomas “Tommy Shots” Gioeli, John “Sonny” Franzese e Andrew “Andy Mush” Russo, con Carmine Persico come boss dietro le sbarre, mentre Vincenzo e Benedetto Aloi sono i consiglieri della famiglia. Dal dicembre del 2007, Aloi, all'età di 84 anni, risiede in Florida e le autorità lo considerano semiritirato.